# Insigne de combat des blindés
Ne doit pas être confondu avec Insigne de destruction de chars.
L’insigne de combat des blindés (en allemand, Panzerkampfabzeichen) est une décoration militaire allemande du Troisième Reich, créé en 1939, et attribué aux soldats des troupes blindées (Panzetruppen) de la Waffen-SS et de la Wehrmacht durant la seconde Guerre mondiale.

## Historique
L’insigne de combat des blindés est l’héritier de deux décorations instituées dans l’entre-deux-guerres. La première est l’insigne du souvenir des véhicules de combat, institué en 1921 par le ministère de la défense de la République de Weimar pour célébrer les équipages de chars de la Première Guerre mondiale ayant participé à un minimum de trois engagements. La seconde est l’Insigne des troupes blindées de la Légion Condor, créé en 1936 par Wilhelm von Thoma pour les volontaires des Panzertruppen ayant servi trois mois avec de bons états de services dans la Légion Condor. Cette décoration n’est cependant pas officielle avant sa reconnaissance en 1939.
Au début de la Seconde Guerre mondiale, le général Walther von Brauchitsch initie la création d’une décoration destinée à encourager les équipages de chars. La conception de cet insigne est confiée au dessinateur berlinois Ernst Peeckhaus et a lieu pendant l’automne 1939. Le badge est officiellement institué le 20 décembre 1939 et n’existe alors qu’en version argentée, dont la remise est limitée aux équipages de chars. Une version en bronze de l’insigne est introduite le 6 juin 1940 pour récompenser les membres d’armes connexes aux chars : Panzergrenadier, troupes de reconnaissance blindée et infanterie motorisée faisant partie d’une Panzerdivision. À la fin de l’année 1942, l’Oberkommando des Heeres étend l’éligibilité du badge en argent, d’abord au personnel médical le 8 septembre puis aux motocyclistes de liaison et au personnel de maintenance le 31 décembre.
Après guerre le port de l’insigne est interdit jusqu’en 1957, lorsqu’il est de nouveau autorisé, à condition qu’il soit « dénazifié », c’est-à-dire que l’aigle et la svastika soient retirés.

## Description

### Description générale et port
La disposition générale de l’insigne reste inchangée tout au long de son existence. De forme ovale, il représente un char vu de trois-quarts avant gauche, se dirigeant vers la droite. La scène est entourée d’une couronne de feuilles de chêne, mais le véhicule dépasse de celle-ci à droite pour donner une impression de mouvement. Le sommet du badge est occupé par l’aigle de l’État tenant le svastika dans ses serres. Une épingle se trouve au revers pour attacher le badge sur l’uniforme. Celle-ci est attachée au sommet de l’insigne par une charnière et sécurisée par un crochet courbe à son pied.
Lorsqu’il est porté de manière réglementaire, l’insigne est agrafé dans la partie inférieure gauche de la poche de poitrine gauche. Si son porteur dispose également de la croix de fer de première classe, l’insigne de combat des blindés doit toujours se trouver plus bas et à la gauche de celui-ci.

### Grade I
Les badges du grade I sont produits en une seule pièce, mais plusieurs méthodes de fabrication sont employées par les différents fabricants, qui se traduisent par des variations d’aspect. Les insignes réalisés par emboutissage à froid présentent ainsi le négatif de la matrice en creux au revers, ceux ayant été moulés ont un revers lisse, bien que légèrement concave, tandis que ceux qui sont forgés par matriçage ont la surface du revers lisse ou présentant un motif ondulé.
Du fait de leur revers creux, les badges réalisés par emboutissage ne pèsent que la moitié des autres, avec une masse moyenne de 16 g, contre 29,5 g pour les autres types. Les variations de masse sont toutefois importantes selon les fabricants, et parfois même entre différents lots d’un même fabricant. Ainsi, les insignes produits par emboutissage peuvent peser entre 11,8 g et 20,8 g, tandis que ceux réalisés par matriçage pèsent de 19 g à 38,5 g.

### Grade II, III, IV
Le badge est modifié après l’introduction des différentes classes en juin 1943 avec l’ajout en bas de l’insigne, au point où les branches de chêne se rejoignent, d’un cadre indiquant celle-ci. Par ailleurs, alors que sur la série d’origine, le char semble inspiré du Panzer IV, la seconde série montre un blindé plus proche du Panzer III.

## Éligibilité

### Règle standard
De décembre 1939 à juin 1943, l’insigne est décerné à la condition d’avoir participé au sein d’une formation blindée à trois attaques, qui doivent avoir eu lieu trois jours différents. Il n’y a pas de restriction de grade, mais toutes les fonctions ne sont pas éligibles. À l’origine seuls les commandants, tireurs, chargeurs, conducteur et radio des chars de combat peuvent recevoir la distinction. Bien qu’assez large, il existe également une restriction d’arme : seuls les membres d’unités de la Wehrmacht ou de Waffen-SS et de police sous le commandement de celle-ci peuvent recevoir le badge.
Le périmètre est progressivement étendu avec l’adjonction du personnel médical opérant au sein des Panzertruppen le 8 septembre 1942, puis du personnel de maintenance et les motocyclistes de liaison à partir du 31 décembre et enfin des troupes de reconnaissance blindée le 31 janvier 1943. Les Panzergrenadier, équipages d’automitrailleuses et infanterie motorisée faisant partie d’une Panzerdivision deviennent de leur côté éligibles à partir du 6 juin 1940, mais reçoivent une variante de l’insigne en bronze plutôt qu’argentée.
Les règles d’attribution ne changent pas après la création des classes le 22 juin 1943, qui consistent simplement en l’ajout de paliers. Ceux-ci sont de vingt-cinq jours de combat pour le grade II, cinquante jours pour le grade III et soixante-quinze pour le grade IV.

### Exceptions
Lors de l’introduction des classes en juin 1943, des exceptions à la règle générale sont prévues afin de ne pas défavoriser les vétérans. Ainsi, les soldats ayant servi dans l’Afrikakorps et le front de l’est peuvent convertir ce temps de service en jours de combat avec un ratio de dix jours pour huit mois de service, quinze jours pour douze mois et vingt-cinq jours pour quinze mois.
Une autre exception est introduite pour les soldats ayant été gravement blessés. Sur recommandation du commandant d’unité, ils peuvent bénéficier du grade II s’ils ont au moins dix-huit jours de combat, du grade III pour trente-cinq jours et du grade IV pour soixante jours.

### Liste des fabricants
| Fabricant             | Marque |
| --------------------- | --- |
| F.W. Assmann & Söhne  | Lettre A patée, avec la branche centrale dépassant largement de chaque côté et un point au sommet.                  |
| Hermann Aurich        | Lettre A au sommet arrondi et surmonté d’un H couché. L’ensemble est parfois entouré d’un cercle.                   |
| Gustav Brehmer        | Initiales G.B. ou inscription « BREHMER MARKNEU-/KIRCHEN ».                                                         |
| Brüder Schneider A.G. | Trèfle inversé portant les lettres B, S, W disposées dans les feuilles.                                             |
| EWE                   | Initiales EWE. |
| Josef Feix & Söhne    | Initiales JFS encadrées.                                                                                            |
| Frank & Reif          | Inscription « FRANK & REIF / STUTTGART ».                                                                           |
| Gebrüder Godet & Co.  | Aucune. |
| Moritz Hausch A.G.    | Initiales M·H encadrées.                                                                                            |
| Hymmen & Co.          | Inscription « H. & C. / L. ».                                                                                       |
| C.E. Junker           | Grande variété d’inscription comportant généralement « C.E. JUNCKER BERLIN ».                                       |
| Rudolf Karneth        | Initiales R.K., parfois entourées d’un cercle ou monogramme formé sur ces lettres.                                  |
| Friedrich Linden      | Trois cercles disposés en trèfle, avec la lettre F inscrite dans le cercle du haut et L dans chacun de ceux du bas. |
| Friedrich Orth        | Inscription « fΩ ».                                                                                                 |
| Rudolf Richter        | Initiales R.R.S. |
| Adolf Scholze         | Initiales A.S. |
| A.D. Schwerdt         | Monogramme AS inscrit dans un triangle.                                                                             |
| Rudolf Souval         | Initiales R.S. |
| Steinhauer & Lück     | Aucune. |
| Arno Walpach          | Initiales AWS., souvent avec la date.                                                                               |
| Hermann Wernstein     | Lettre W inscrite dans un cercle.                                                                                   |
| Würster KG            | Monogramme KWW inscrit dans un cercle.                                                                              |